# Samuel Schaarschmidt (Mediziner)

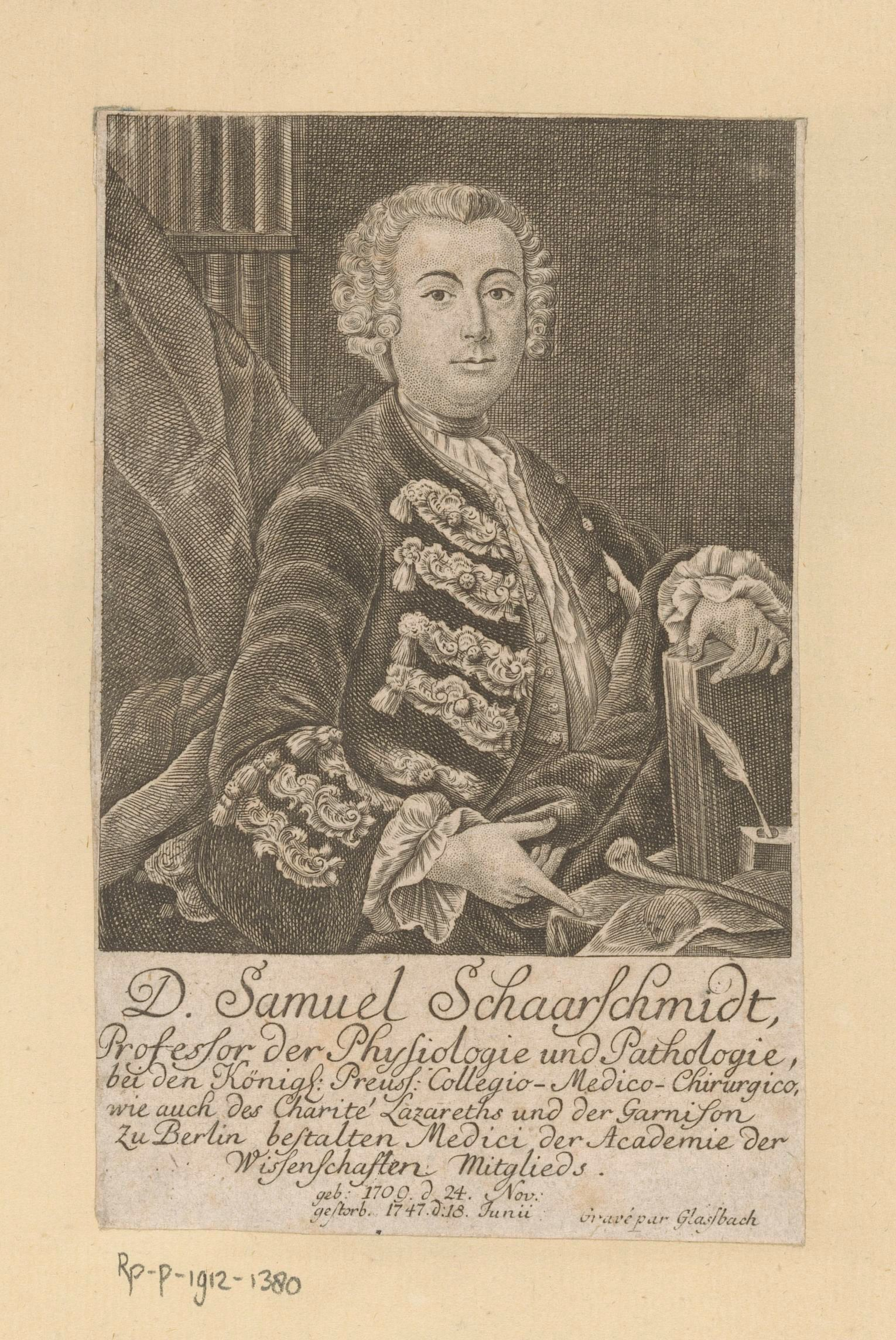
Samuel Schaarschmidt

Samuel Schaarschmidt (* 24. November 1709 in Terek; † 17. Juni 1747 in Berlin) war ein deutscher Physiologe und Pathologe.

## Leben
Samuel Schaarschmidt wurde als Sohn des Pastors Justus Samuel Schaarschmidt (1664–1724) während dessen Aufenthaltes in Terek (deutsch auch Terki), der dort Gründer und Direktor einer Schule war, geboren.
Schaarschmidt studierte Medizin in Halle (Saale) und wurde dort auch promoviert. Anschließend ging er nach Berlin und wurde Professor an dem 1724 gegründeten Collegium medico-chirurgicum. Außerdem war er an der Charité tätig.
1735 wurde er zum ordentlichen Mitglied der Preußischen Akademie der Wissenschaften gewählt.
Der Mediziner August Schaarschmidt (1720–1791) war sein Bruder.

## Schriften (Auswahl)
- (Als Respondent) Dissertatio inauguralis medica, de fonte medicato Freyenwaldensi. Hensel, Halle 1729. (Digitalisat)
- Abhandlung von der Geburthshülfe und wie man sich in denen bey der Geburth vorkommenden Fällen zu verhalten habe. Schütze, Berlin 1751 (Digitalisat)
- Abhandlung von Feldkrankheiten. Lange, Berlin 1758. (Digitalisat)
- Anweisung zu dem Studio medico-chirurgico. Lange, Berlin 1760. (Digitalisat)
- Abhandlung vom Receptschreiben oder Anweisung zur ordentlichen Verschreihung derer Arzneimittel. Lange, Berlin 1772. (Digitalisat)